# Washington (Oklahoma)
Washington – miasto w Stanach Zjednoczonych, w stanie Oklahoma, w hrabstwie McClain.